# Винки (Верона)
Винки је насеље у Италији у округу Верона, региону Венето.
Према процени из 2011. у насељу је живело 12 становника. Насеље се налази на надморској висини од 965 м.